# Ministerio de Cultura y Educación (Argentina, 1969)
El Ministerio de Cultura y Educación de Argentina fue un departamento dependiente del Poder Ejecutivo Nacional con competencia en cultura y educación. Funcionó durante 14 años, entre 1969 y 1983.

## Historia
Fue creado por ley n.º 18 416 del Poder Ejecutivo Nacional (PEN) del 20 de octubre de 1969 (publicada en el Boletín Oficial el 23 del mismo mes y año), escrita por el presidente de facto Juan Carlos Onganía.
Inicialmente estuvo compuesto por dos subsecretarías, una de Cultura y otra de Educación. El 5 de noviembre de 1970, por decreto n.º 2209 del presidente de facto Roberto Marcelo Levingston, la tarea de la Subsecretaría de Educación fue desdoblada y distribuida en los subsecretarios técnico, de Supervisión Escolar, de Coordinación Universitaria y económico-financiero.
En 1983 (en proceso de recuperación de la democracia), por intermedio de la ley n.º 23 023 del 8 de diciembre de ese año (publicada el 14 del mismo mes y año), firmada por el presidente de facto Reynaldo Benito Antonio Bignone, se constituyó el Ministerio de Educación y Justicia, desapareciendo el Ministerio de Cultura y Educación.